# Hrant Dink
Fırat Hrant Dink (in armeno Հրանդ Տինք?; Malatya, 15 settembre 1954 – Istanbul, 19 gennaio 2007) è stato un giornalista e scrittore turco d'origine armena.
È stato assassinato nel quartiere di Osmanbey a Istanbul, davanti ai locali del suo giornale bilingue Agos, con tre colpi di pistola alla gola.

## Biografia

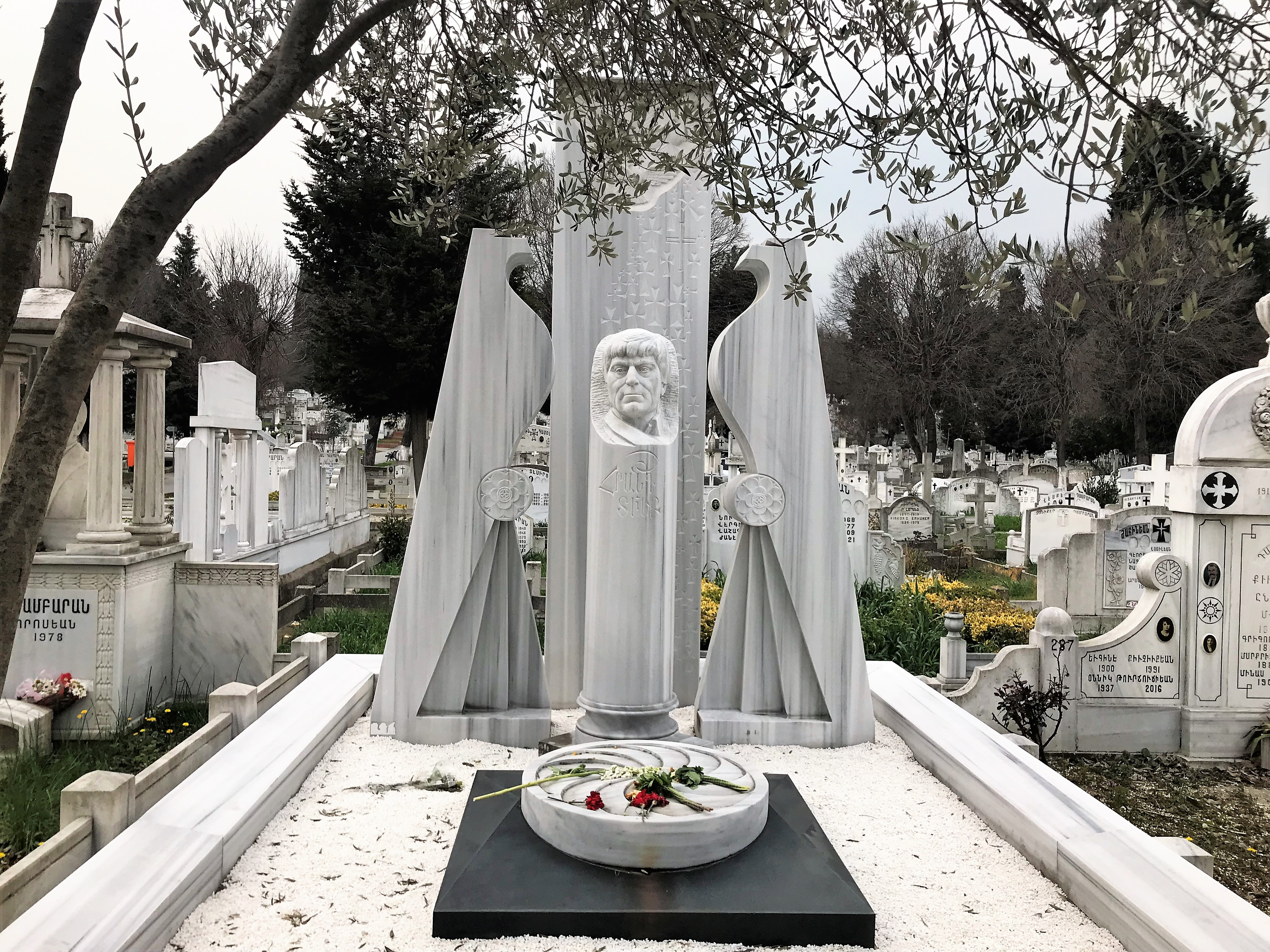
Il mausoleo di Hrant Dink nel cimitero armeno di Balıklı, Istanbul

Hrant Dink è stato il fondatore e il redattore capo della rivista Agos, un giornale scritto in armeno e in turco. È stato pure giornalista per i giornali nazionali Zaman e BirGün.
Nato a Malatya il 15 settembre 1954, Dink arrivò a Istanbul con la famiglia all'età di sette anni, in questa città trascorse il resto della sua vita. Dopo il divorzio dei genitori viene accolto in un orfanotrofio assieme ai fratelli. Tutto il suo iter scolastico avviene in scuole armene. Si diploma in zoologia all'università di Istanbul, dove frequentò in seguito anche corsi di filosofia.
Nel 2005 fu condannato a sei mesi di reclusione per suoi articoli sui fatti avvenuti tra il 1890 e il 1917 (Genocidio armeno). I tribunali avevano ritenuto i suoi articoli come insulto all'identità turca secondo l'articolo 301 del codice penale turco. Questa condanna fu fortemente criticata dall'Unione europea. Venne a più riprese minacciato di morte per le sue prese di posizione su quanto subito dagli armeni negli ultimi anni dell'Impero ottomano.
Hrant Dink ha sempre sostenuto il bisogno di democrazia per la sua nazione. La sua azione si focalizzava sui diritti delle minoranze e in particolare della minoranza armena e più in generale sui diritti civili. Negli ultimi anni sentiva forte l'odio che la sua azione suscitava in molti suoi concittadini e affermava che avrebbe voluto fuggire da questa realtà. Ma molto coraggiosamente sosteneva che se avesse compiuto questo passo, avrebbe tradito tutto quanto fatto fino ad ora.
Il suo assassinio provocò enorme sgomento in tutta la Turchia. Per la prima volta nella storia di questo paese un corteo di oltre centomila persone sfilò ai suoi funerali lanciando slogan per la riconciliazione e mostrando cartelli che riportavano la frase «Siamo tutti Dink, siamo tutti armeni».

## Il processo per l'omicidio di Dink
Ogun Samast, nato nel 1990 a Trebisonda, all'epoca del delitto ancora minorenne, è stato riconosciuto colpevole di omicidio premeditato e condannato con sentenza emessa il 25 luglio 2011 a ventidue anni e dieci mesi di reclusione; il pubblico ministero aveva richiesto una condanna a ventisette anni.
Il processo era iniziato il 2 luglio 2007 a porte chiuse stante la minore età dell'imputato. Samast era stato arrestato pochi giorni dopo il fatto ed in un primo momento si era dichiarato colpevole; nella centrale di polizia di Trebisonda alcuni funzionari si fecero fotografare sorridenti al suo fianco. Con il passare dei mesi fu chiaro che quella del giovane era stata solo la mano che aveva materialmente premuto il grilletto della pistola. Fra molte difficoltà i giudici cominciarono a mettere in evidenza fitte ed oscure trame che coinvolgevano apparati dello Stato, esercito, servizi segreti e gruppi ultranazionalisti.
Emerse un'organizzazione segreta denominata Ergenekon. Erhan Tunnel, ex informatore della polizia, sospettato di essere vicino ad Ergenekon e coimputato nel processo, ha rivelato che il delitto Dink e quello di don Andrea Santoro potrebbero essere stati collegati.
Il 27 ottobre 2010 il Ministero dell'Interno venne condannato dalla Decima Corte Amministrativa di Istanbul per aver omesso di vigilare su Dink nonostante le ripetute minacce che il giornalista aveva ricevuto nel passato: la sentenza stabilì una condanna di 100000 lire turche a favore della famiglia Dink oltre al pagamento delle spese processuali.

## Ricordo di Dink in Italia
La scomparsa di Hrant Dink è ricordata in Italia con un riconoscimento giornalistico a lui intitolato la cui prima edizione si è tenuta nel 2008. L'evento è organizzato dalla Comunità armena di Roma e le prime edizioni sono state ospitate dal Pontificio Collegio Armeno.
Un albero e un cippo sono dedicati al giornalista nel "Giardino dei Giusti di tutto il mondo" di Milano.
Il regista turco Ferzan Özpetek ha pubblicamente dedicato il suo film Saturno contro, uscito nelle sale italiane a febbraio 2007 ad Hrant Dink.

## Opere
- L'inquietudine della colomba. Essere armeni in Turchia, Milano, Guerini e Associati, 2008. ISBN 978-88-8335-998-9.